# UNウィメン
UNウィメン（英語: United Nations Entity for Gender Equality and the Empowerment of Women）は、2011年1月に活動開始した国連の組織である。女性の地位向上を目的とする。外務省はジェンダー平等と女性のエンパワーメントのための国連機関または国連女性機関と訳している。UN Womenと表記される場合がある。UNウィメンは関連国際・地域機関と連携を図るため世界に4か所のリエゾンオフィスを設置しており、2015年4月にはアジア地域で唯一の事務所を日本に開所した（UNウィメン日本事務所）。

## 概要

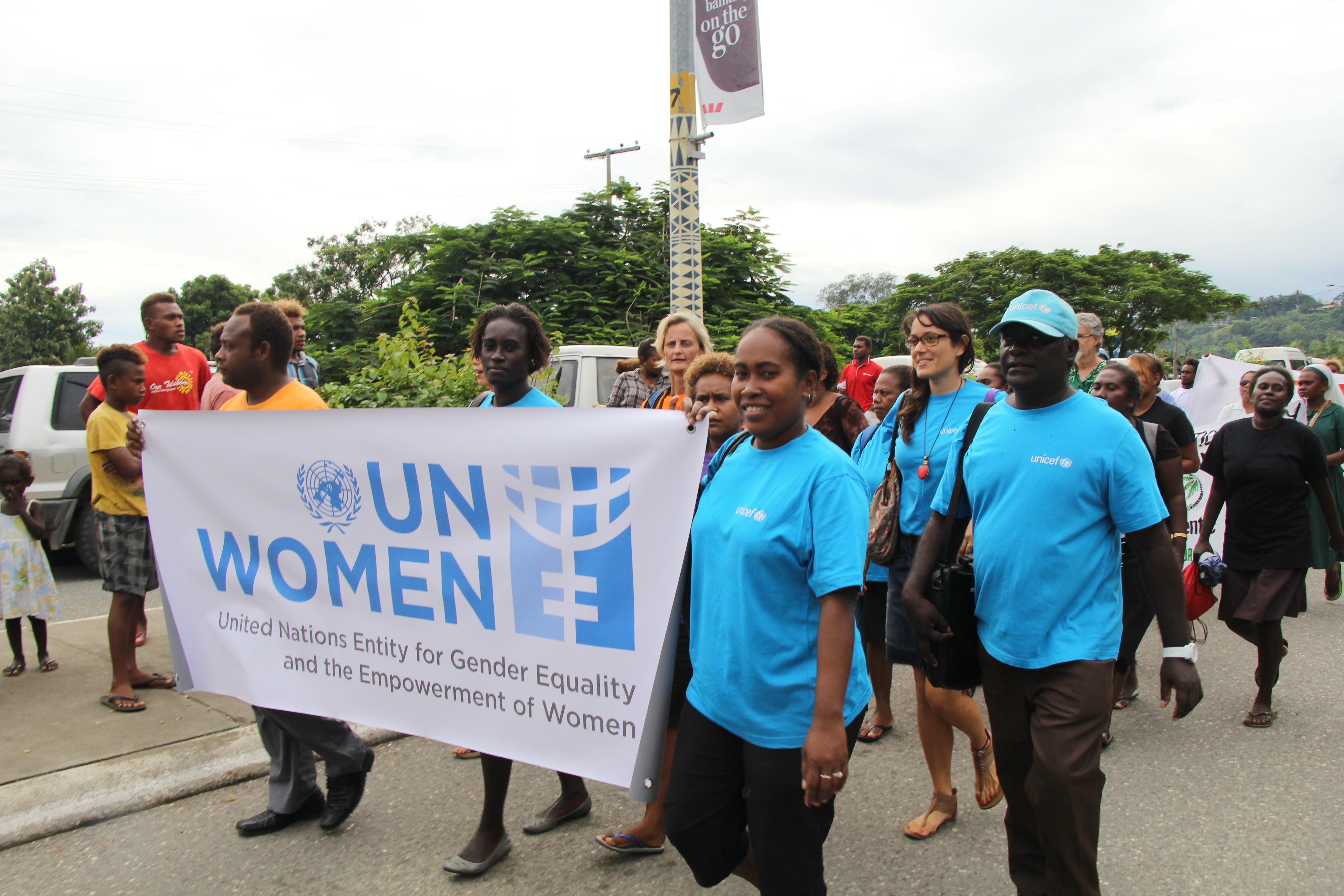
国際女性デー関連のパレードに参加するUNウィメンとユニセフのスタッフ（2014年3月11日、ソロモン諸島）

2010年10月2日の国際連合総会決議63/311により、従前の国際連合婦人開発基金（UNIFEM）、経済社会局女性の地位向上部（DAW）、国際連合国際婦人調査訓練研修所（INSTRAW）、ジェンダー問題と女性の地位向上に関する事務総長特別顧問室（OSAGI）の4組織を統合して設立された。
2010年9月14日に前チリ大統領のミシェル・バチェレが潘基文国際連合事務総長よりUNウィメンの初代事務局長に任命され、2010年9月19日に同職に就任。
2013年7月10日に元南アフリカ副大統領のプムズィレ・ムランボ＝ヌクカが潘基文国際連合事務総長よりUNウィメンの第2代事務局長に任命され、2013年8月19日に同職に就任した。
2021年9月13日、ヨルダンのシマ・サミ・バホス（Sima Sami Bahous）が第3代事務局長に任命された。
2025年、アメリカの第2次トランプ政権が国連への拠出金を削減したことを契機に、国連は大規模な組織改革に着手。国連女性機関と国連人口基金（UNFPA）を統合し、女性と保健分野を担う組織を創設する案が検討された。

## 日本の支援窓口国内委員会
日本では国連機関のUNウィメン日本事務所以外に、その活動を支援し提携する国内委員会として、特定非営利活動法人「国連ウィメン日本協会」が設置されており、UNウィメンの広報活動、募金活動、国内機関や団体に対する協力促進活動を行っている。「国連ウィメン日本協会」を称することが出来る承認協定をUNウィメンとの間に交わしており、事業報告及び決算はUNウィメンへの報告義務がある。

## 親善大使
以下の親善大使がUNウィメンの活動を支援している。
- ニコール・キッドマン - 女優
- エマ・ワトソン - 女優
- アン・ハサウェイ - 女優
- マルタ・ビエイラ・ダ・シルバ - ブラジルのサッカー選手
- ダナイ・グリラ - ジンバブエの女優、劇作家
- ジャハ・デュクレ - ガンビアの活動家